# Thiagus dos Santos
Thiagus Petrus Goncalves Dos Santos (Juiz de Fora, 1989. január 25. –) brazil kézilabdázó, a Barcelona játékosa. A 2015-ös férfi kézilabda-világbajnokságon 16. helyen végzett a nemzeti csapattal.

## Pályafutása
2015 nyarán érkezett Szegedre a spanyol La Rioja együttesétől. Az első szezonjában Juan Carlos Pastor mester támadásban is szerepet szánt a neki, ám a következő szezontól kezdve már a védelem közepében kapott csak állandó feladatot. Ezen a poszton azonban kulcsjátékosává vált a Tisza-partiaknál. Thiagus a Szegeden eltöltött 3 szezonja során kétszer jutott be a Bajnokok-Ligájában a legjobb 8 közé. A bajnokságban kétszer végzett csapatával a 2. helyen, míg az utolsó szezonjában magasba emelhette társaival a hőn áhított bajnoki címért járó trófeát. Ez volt az egyetlen megnyert trófeája Szegeden, a Magyar-kupában 3 ezüst érem jutott a számára. 2018 nyarán a spanyol Barcelonához szerződött 3 évre. Ezzel a csapattal háromszor is meg tudta nyerni a Bajnokok Ligáját.

## Sikerei, díjai
- Spanyol bajnokság győztese:2019, 2020, 2021, 2022, 2023
  - ezüstérmes: 2013, 2014
- Magyar bajnok: 2018
- Bajnokok ligája győztes: 2021, 2022, 2024